# Pedro González Luján
Pedro González Luján fou un religiós castellà, esdevingué bisbe d'Àvila entre els anys 1293 i 1312.
Apareix documentat el 1293, un any després de la mort del seu predecessor, Fernando. A més, com ell, va mantenir la situació d'absentisme de la seu episcopal, perquè va ser conseller de Sanç IV de Castella, quelcom que va mantenir a González Luján residint a la cort, establerta a Valladolid. Tanmateix, una altra notícia d'aquest bisbe és que estigué present com a jutge en el Concili de Salamanca del 1310, que fou convocat per Rodrigo, arquebisbe de Santiago de Compostel·la, en nom de Climent V, que havia obert causa en contra de l'orde dels templers. González Luján morí dos anys després, el 1312.
A nivell diocesà, continua la tònica anterior, el rei afavoreix la reparació de la basílica d'Àvila.